# Плахотя, Савелий Николаевич
Савелий Николаевич Плахотя (1918—1944) — лейтенант Рабоче-крестьянской Красной Армии, участник Великой Отечественной войны, Герой Советского Союза (1945).

## Биография
Родился 21 января 1918 года в селе Ульяновка (ныне — Царичанский район Днепропетровской области Украины). После окончания семи классов школы работал трактористом. В 1939 году Плахотя был призван на службу в Рабоче-крестьянскую Красную Армию. С апреля 1942 года — на фронтах Великой Отечественной войны.
К октябрю 1944 года Савелий Плахотя командовал самоходной артиллерийской установкой «СУ-76» 1815-го самоходного артиллерийского полка 4-го гвардейского кавалерийского корпуса 2-го Украинского фронта. Отличился во время освобождения Венгрии. В составе своего полка Плахотя принимал участие в прорыве вражеской обороны в районе венгерского посёлка Ньиредьхаза. 12 октября 1944 года, скрытно подобравшись к позициям немецких войск, Плахотя уничтожил 3 вражеских танка. В разгар ожесточённого боя Плахотя остался единственным в живых из всего экипажа, был ранен, но продолжал вести огонь из подбитой самоходки, пока не погиб. Похоронен в братской могиле в венгерском селе Надьбайом.
Указом Президиума Верховного Совета СССР от 28 апреля 1945 года за «мужество, отвагу и героизм, проявленные в борьбе с немецкими захватчиками», лейтенант Савелий Плахотя посмертно был удостоен высокого звания Героя Советского Союза. Также посмертно был награждён орденом Ленина.